# (15111) Winters
(15111) Winters (2000 CY92) – planetoida z grupy pasa głównego asteroid okrążająca Słońce w ciągu 3,6 lat w średniej odległości 2,35 j.a. Odkryta 6 lutego 2000 roku.